# Спіральна камера гідротурбіни

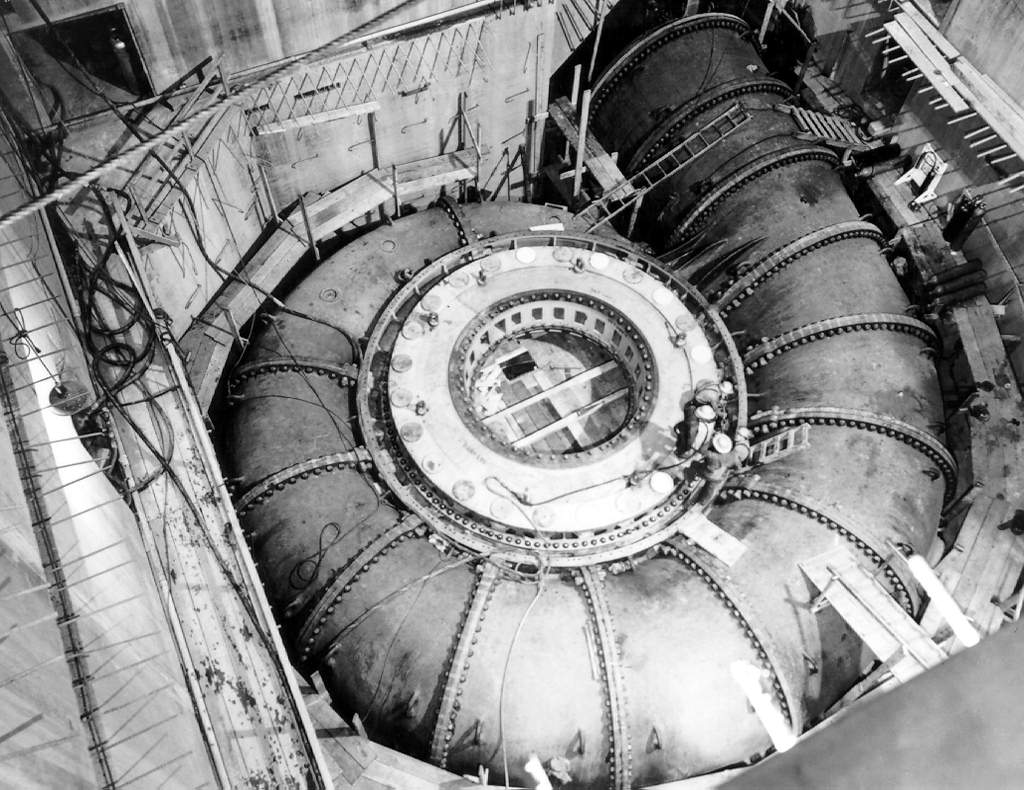
Монтаж спіральної камери турбіни Френсіса на ГЕС Гранд-Кулі, США. Вересень 1941 року.

Спіральна камера гідротурбіни — камера, по якій вода потрапляє на лопаті гідротурбіни. Забезпечує рівномірне потрапляння води по всьому периметру напрямного апарата, тобто осесиметричний режим роботи всіх напрямних лопаток. Переріз спіральної камери гідротурбіни поступово звужується у напрямку ходу потоку. На гідроелектростанціях з напором, що перевищує 50 - 60 м, використовуються сталеві спіральні камери круглого перерізу, які охоплюють статор майже повністю. На гідроелектростанціях з меншим напором використовуються також спіральні камери, виготовлені із залізобетону, на яких кут охоплення становить близько 225°. Спіральні камери гідротурбін на відміну від інших турбінних камер, наприклад відкритих, дозволяють винести значну частину механізмів гідротурбіни у сухе приміщення, що поліпшує умови експлуатації гідротурбіни.                        